# Литвинов Павло Якович
Павло Якович Литвинов (1900, станція Софіївка, тепер Запорізької області — 23 травня 1984, місто Рига, тепер Латвія) — латвійський радянський державний і комуністичний діяч, секретар ЦК КП(б) Латвії, заступник голови Ради міністрів Латвійської РСР. Депутат Верховної Ради Латвійської РСР. Член ЦК Комуністичної партії Латвії.

## Життєпис
Народився в родині робітника. Трудову діяльність розпочав у 1914 році: наймитував у заможних селян, працював на заводі.
У 1918 році добровільно вступив до Червоної армії, учасник громадянської війни в Росії, воював на Південному фронті.
Член РКП(б) з 1924 року.
Після демобілізації — на керівній радянській та партійній роботі.
З 1929 року навчався в Комуністичному університеті міста Ростова-на-Дону.
Після закінчення університету працював викладачем обласної радпартшколи в Сулімові (Черкеську), керував Черкеським національним партійним видавництвом.
У 1935—1938 роках — слухач Економічного інституту червоної професури в Москві.
У 1938—1940 роках — завідувач організаційно-інструкторського відділу, завідувач відділу шкіл і науки Ростовського обласного комітету ВКП(б).
У 1940—1941 роках — на керівній партійній роботі в Латвійській РСР.
У 1941—1944 роках — на керівній партійній і господарській роботі в Кіровській та Сталінградській областях РРФСР.
У 1944—1949 роках — завідувач організаційно-інструкторського відділу ЦК КП(б) Латвії.
27 січня 1949 — 1952 року — секретар ЦК КП(б) Латвії.
2 грудня 1952 — 1958 року — заступник голови Ради міністрів Латвійської РСР.
У 1958—1960 роках — 1-й заступник голови Ради народного господарства Латвійського економічного адміністративного району.
У 1960—1965 роках — голова Державного комітету Ради міністрів Латвійської РСР із комунального господарства.
У 1965—1969 роках — міністр комунального господарства Латвійської РСР.
У 1969—1978 роках — радник Ради міністрів Латвійської РСР.
З 1978 року — персональний пенсіонер союзного значення в місті Ризі.
Помер 23 травня 1984 року після важкої тривалої хвороби в місті Ризі. Похований 29 травня 1984 року на 1-му Лісовому цвинтарі Риги.

## Нагороди
- орден Леніна
- орден Трудового Червоного Прапора
- орден «Знак Пошани»
- медалі